# 司隸 (南燕)
司隸是五胡十六国中南燕的京师地区。
南燕燕平二年（399年），在广固（今山东省青州市西北）为司隶校尉，下辖燕尹（治所在广固）、齐郡（治所在今山东省淄博市临淄区北）、济南郡（治所在今山东省济南市）、乐安郡（治所在今山东省滨州市邹平县东北）、平昌郡（治所在今山东省潍坊市安丘市西南）、侨置京兆郡、侨置勃海郡、侨置平原郡（治所在今山东省邹平县北）。慕容达（约400年—402年在位）、慕容超（约404年—405年在位）曾经担任司隶校尉。太上五年（409年），平昌郡被东晋攻克。太上六年（410年），东晋灭南燕，废除广固的司隶。